# Kolonne X
Kolonne X ist ein deutscher Stummfilm aus dem Arbeitermilieu von 1929 von und mit Reinhold Schünzel.

## Handlung
Kolonne X, das ist eine Einbrecherbande, die derzeit Berlin unsicher macht. Robert Sandt ist ihr Anführer. Er heiratet die aparte, aus gutbürgerlicher Familie stammende Stenotypistin Irene Mahler, die nicht die geringste Ahnung vom kriminellen Treiben ihres Gatten hat. Durch diese Ehe will Sandt zugleich endlich einen Schlussstrich ziehen und den ersten Schritt in eine bürgerliche Existenz beschreiten. Bei beider Hochzeit trifft Robert auf seinen alten Kriegskameraden Weigert, der mittlerweile bei der Polizei Karriere gemacht hat und zum Kriminalkommissar aufgestiegen ist. Bilder aus beider Erfahrungen an der Front werden wach. Zu seinem großen Schrecken muss Sandt erfahren, dass ausgerechnet Weigert mit den Ermittlungen zu den von der Kolonne X begangenen Einbruchsfällen betraut worden ist.
Sandt nutzt den aufgefrischten Kontakt zu Weigert aus, um nunmehr seine Kumpane mehrmals rechtzeitig zu warnen. Immer wieder entkommt man den Schupos; auf der Straße wie durch die Gullydeckel in Berlins Abwassersystem. Doch die Ganovenkollegen glauben angesichts Sandts exzellenter Informationslage, dass er ein Polizeispitzel sein müsse. Daraufhin weihen sie Roberts Frau Irene in die Untaten ihres Mannes ein und zwingen sie, an einem ihrer Verbrechen teilzunehmen. Geplant ist ein Riesenbruch in einer Bank. Zutiefst schockiert über die Bösartigkeit seiner Mitganoven, verpfeift Robert nun tatsächlich die gesamte Kolonne X an die Polizei. Er lässt sie von Kommissar Weigert verhaften und ist bereit, für seine Verbrechen ins Gefängnis zu gehen. Er weiß, dass Irene auf ihn warten wird.

## Produktionsnotizen
Kolonne X, gelegentlich auch mit dem Untertitel Ein Kriminaldrama aus der Berliner Unterwelt geführt, entstand von Mai bis Juni 1929 im UFA-Atelier in Berlin-Tempelhof, die Außenaufnahmen (AVUS, Gedächtniskirche und Potsdamer Platz) gleichfalls in Berlin. Der Siebenakter mit einer Länge von 2495 Metern passierte die Filmzensur am 26. Juni 1929 und wurde mit Jugendverbot belegt. Die Uraufführung erfolgte am 7. August 1929 im Berliner Marmorhaus.
An den ersten beiden Drehtagen war Kameramann Ludwig Lippert beteiligt; das von ihm aufgenommene Material wurde nicht verwendet. Die Bauten entwarf Gustav Aurel Mindszenty.
Versatzstücke dieses Films fanden sich dreißig Jahre später in Alfred Weidenmanns Kriminalfilm Bumerang mit Hardy Krüger in einer an Schünzels Charakter und Martin Held mit einer an Stahl-Nachbaurs Kommissar angelehnten Rolle wieder.

## Kritiken
„Die Unterwelt von der anderen Seite. Zwischen dem Weddingverbrecher und dem Gentlemaneinbrecher gibt es die Zwischenstufe des verbürgerlichten Gauners. Im Kessel der Großstadt fühlt er sich am sichersten, auf den kochenden Plätzen, in den lauten Straßen. Um diesen Gauner haben sich Herbert Juttke und G. C. Klaren bemüht. Sie schrieben ein Manuskript, das nur den Ehrgeiz kannte, möglichst unterhaltend zu sein. Ein tragisches Moment kam hinzu: wenn der Gewissenlose liebt, wird er sanft und sentimental. Darum muß er zerbrechen. (…) Rein filmisch … gibt dieser Bildstreifen alles, was man von ihm erwarten darf. Ein fesselndes Milieu, gut erfaßte Situationen, eine Kette spannender Begebenheiten und – ein unglückliches Ende… Den Stoff meisterte der Regisseur Reinhold Schünzel, der wiederum seine leichte Hand für solche bunten Geschehnisse bewies, der ganz in der alten Schule bleibt und nach bewährten Rezepten handelt, der aber weiß, was das Publikum will und was ihm zu geben ist. Der Darsteller Reinhold Schünzel, Führer der ‚Kolonne X‘, lebendig und wirksam wie immer, neben ihm der ruhige und sympathische Ernst Stahl-Nachbaur als Kriminalkommissar.“

„Reinhold Schünzel hat sich in gewissem Sinne umgestellt. Er hat das Reich der Groteske verlassen und ist wieder einmal zum Schauspiel zurückgekehrt, zum Milieu-Stück mit berlinischem Einschlag. Er nennt seine neueste Geschichte ein Kriminaldrama aus der Unterwelt. (…) Die Liebe spielt selbstverständlich eine große Rolle. Sie macht aus Reinhold Schünzel einen ebenso ehrlichen wie eifersüchtigen Menschen, der sich schließlich selbst der Polizei stellt, um nach Abbüßung seiner Strafe an der Seite von Grete Reinwald ein neues Leben zu beginnen. Der Kommissar, der ihn verhaftet, ist sein alter Kriegskamerad, eine äußerst wirkungsvolle und dramatisch packende Episode, die von Ernst Stahl-Nachbaur geschickt und routiniert gespielt wird. Reinhold Schünzel zeigt bei aller Sparsamkeit in der Ausstattung ein abwechslungsreiches, vielseitiges, nett und liebenswürdig ausgestattetes Milieu, ist als Regisseur und Schauspieler bewährt, geschickt, vielseitig wie immer und hat auch das Experiment mit Grete Reinwald, die man lange nicht im Flimmerbild sah und die er mit der weiblichen Hauptrolle betraute, erfolgreich durchgeführt.“

„‚Kriminaldrama aus der Unterwelt‘ nennen Herbert Juttke und G.C. Klaren ihr Manuskript, es wurde der Schünzel-Film daraus, denn Reinhold Schünzel findet hier eine Bombenrolle von unendlicher Mannigfaltigkeit, in der er alle Register der Charakterisierung vollendet spielen lassen kann. (…) Ein moralischer Film trotz des Milieus, das Reinhold Schünzel, als Regisseur, wiedergibt wie kein zweiter. Tatkräftige und fördernde Hilfe fand er beim Architekten Gustav A. Minzenti und vor allem beim Kameramann Willi Goldberger. So entstanden Bilder besonderer Qualität, genannt sei nur die Fahrt im Auto, der Deckeneinbruch, die Flucht und Verfolgung durch Gullis, die Szenen im Spielklub …, die Verhaftung und vieles andere.
(…) Das Spiel: Reinhold Schünzel als Opfer des Schicksals; darin zeigt er seine echte Künstlerschaft. Dann Grete Reinwald. Er hätte keine richtigere Partnerin finden können. Sie findet unbegrenzte Töne der Liebe, des Leides, der Seelenangst, des Einsatzes mit ihrem ganzen Ich für die Rettung des Gatten. Dann Ernst Stahl-Nachbaur: ein Kriminalkommissar, wie er sein soll; und doch, so lange es nicht mit seiner Pflicht kollidiert, Mensch, Kamerad, Freund. (…) Man kommt fast in Versuchung, das Wort Kammerspiel zu gebrauchen.“

„Unsere Filmautoren leben in einer anderen Welt, in einer anderen Zeit. Ihr Unterweltfilm bleibt im Fahrwasser der banalsten Kinohandlungen, der konventionellsten Motive: der Häuptling der Kolonne führt ein Doppelleben. Sie verbürgerlichen, sie verspießen die Handlung: aus Feigheit, aus Mangel an Erfindungskraft. (…) Reinhold Schünzel, Regisseur und Hauptdarsteller, macht die Tendenz der Autoren mit. Er mimt die bescheidene „treue Seele“, den gutmütigen Biedermann. Er mimt aufdringliche Diskretheit. Was legt er nicht alles in seine Nuancen hinein! Und wie sucht er es dann zu verstecken und zu verbergen. Nichts hat hier mehr Hand und Fuß.“

„Reinhold Schünzels künstlerische Ziele sind bekannt. Er will seelische Entwicklung geben. Sein Lieblingsthema ist wie bei Hauptmann das Schicksal des Milieus und die Tragik der daran gefesselten Gestalt. Immer wieder stellt er Menschen aus der Tiefe hin, die durch eine Frau urplötzlich in ein höheres Niveau gerissen werden… (…) Was für ein Stoff! Doch die Autoren Herbert Juttke und G. C. Klaren veräußerlichen ihn zum Kriminalroman mit Stuart Webbs-Effekten und Tresoreinbrüchen à la Wittenbergplatz. Schünzels Filme waren früher innerlicher und sachlicher gestimmt. (…) Hier wird umgelehrt die Spannung bis zu der Unwahrscheinlichkeit gesteigert, daß der Kriminalkommissar an der Hochzeit des Kolonnenführers teilnimmt. (…) Schünzel, der Darsteller, macht vieles wett, und Schünzel, der Regisseur, bringt neben sich auch andere, wie Grete Reinwald, Otto Wallburg und Stahl-Nachbaur, vorteilhaft zur Geldung. (…) Freilich, eine Tragödie kommt dabei nicht zustande, aber ein sauberer Spielfilm mit einer menschlich ergreifenden Hauptgestalt.“

„Über den kläglichen Versuch, die herrlichen amerikanischen Unterweltreißer zu kopieren, wäre nicht weiter zu reden, wenn nicht gerade in diesem Film der Verfall eines früher außerordentlichen Talentes besonders klar zutage treten würde. Reinhold Schünzel spielt die Hauptrolle. Ein edler Verbrecher, der, weil er eine Frau liebt, aus dem Metier heraus will. Schünzel, um 1919 herum einer der schärfsten und klarsten Chargenspieler des deutschen Films … ist nun vollkommen verwaschen. Jede Bewegung ist manieriert. – Das Filmgeschäft hat ihn verdorben. Dieser ausgezeichnete Chargenspieler von einst gehört zu den unerträglichen Filmstars von heute. Sonst läßt sich über diesen Film, der an Verlogenheit und Inkonsequenz alle Rührstücke ähnlicher Art bei weitem übertrifft, nichts sagen.“